# Кенникутт, Роберт
Роберт Кенникутт (англ. Robert Charles Kennicutt, Jr.; род. 4 сентября 1951, Балтимор, Мэриленд) — американский астроном и астрофизик, специалист по наблюдательной внегалактической астрономии, образованию звёзд и галактик. Член НАН США (2006) и Лондонского королевского общества (2011). Эмерит-профессор Кембриджского университета, прежде профессор Аризонского университета. Известен законом Кенникатта — Шмидта и своим участием в определении значения постоянной Хаббла.

## Биография
Окончил Ренсселерский политехнический институт (бакалавр физики, 1973). В Вашингтонском университете получил степени магистра (1976) и доктора философии (1978) по астрономии. В 1978—1980 гг. в Калтехе и Hale Observatories. С 1980 г. ассистент, в 1985—1988 гг. ассоциированный профессор Миннесотского университета. В 1988—1992 гг. ассоциированный профессор и астроном, а в 1992—2006 гг. профессор и астроном обсерватории Стюарда Аризонского университета, также в 1991—1998 гг. в этом же университете заместитель главы департамента астрономии. В 2005—2017 гг. Plumian Professor of Astronomy and Experimental Philosophy Кембриджа. Также в Кембридже с 2006 года профессорский фелло Колледжа Черчилля, в 2008—2011 годах директор Института астрономии (Institute of Astronomy, Cambridge), в 2012—2015 годах декан школы физических наук; с 2017 года в обязательной отставке. После чего вернулся в Аризонский университет и одновременно поступил в Техасский университет A&M, в последнем стал исполнительным директором George P. and Cynthia Woods Mitchell Institute for Fundamental Physics and Astronomy.
Сопредседатель 2020 Astronomy and Astrophysics Decadal Survey, состоял членом его комитета 2010 года.
Член Американской академии искусств и наук (2001).
В 1999—2006 гг. главный редактор Astrophysical Journal.
Автор более 400 научных публикаций, цитировавшихся более 50 тыс. раз.

## Награды и отличия
- Стипендия Слоуна (1983)
- Премия Дэнни Хайнемана в области астрофизики (2007)
- Премия Грубера по космологии (2009)
- NAS Award for Scientific Reviewing (2019)
- Золотая медаль Королевского астрономического общества (2019)